# Fujimoto Dai
Dai Fujimoto (sinh ngày 2 tháng 5 năm 1990) là một cầu thủ bóng đá người Nhật Bản.

## Sự nghiệp câu lạc bộ
Dai Fujimoto đã từng chơi cho Roasso Kumamoto và Renofa Yamaguchi FC.